# Moubarak Hodja
Moubarak Hodja (ou Mubarak Khoja, Hoja ou Khwaja ; en kazakh en écriture cyrillique : Мүбәрәк Қожа хан, Mübäräk Qoja Khan) est un khan de la Horde blanche. Descendant de Toqa-Temür, il frappe des monnaies à son effigie de 1366 à 1368. Son cousin éloigné Ourous Khan lui succède.

## Biographie
D'après l'historien du XVIIe siècle Ahmed Münedjim Bachi (en), Moubarak Hodja succède à son frère Ilbassan (ou Erzen Khan) en tant que khan de la Horde blanche après la mort de ce dernier, en l'an hégirien 720 (1320 ou 1321 de l'ère commune). Il règne durant 25 ans, puis meurt à son tour en l'an hégirien 745 (1344 ou 1345 de l'ère commune). Son neveu Tchymtaï Khan (kk), fils d'Ilbassan, lui succède sur le trône.
Selon une autre version, rapportée au XVe siècle par Mo'in ad-Din Natanzi (ru) — et à sa suite par Ahmad al-Ghaffari (en) (XVIe siècle) et Heïdar ar-Razi (XVIIe siècle) —, Moubarak Hodja serait le fils d'Ilbassan et n'aurait régné que six mois en 1344-1345. Le récit d'al-Ghaffari le fait alors mourir et enterrer dans la capitale de la horde, Sighnaq (en), tandis que Natanzi rapporte qu'il aurait fui durant deux ans et demi chez les Kirghizes de l'Altaï après avoir initié une rébellion contre le pouvoir central de la Horde d'or : il aurait ainsi été l'un des artisans du bulqaq (en), période de guerres dynastiques consécutives à la mort de Berdibeg en 1359-1360.
Ces sources tardives sont contredites par une série de pièces de monnaies à l'effigie de Moubarak Hodja, émises à Sighnaq de 1366 à 1368. Ces monnaies en argent, erronément rattachées par les chercheurs des XIXe et XXe siècles aux périodes 1328-1330 ou 1338-1340, peuvent être interprétées comme un acte de sécession vis-à-vis de la Horde d'or : ceci accrédite partiellement le récit de Natanzi sur le rôle de Moubarak Hodja dans le bulqaq tout en réécrivant la chronologie des faits, cet acte d'indépendance prenant place après la mort de Berdibeg. Ces éléments situent le règne de Moubarak Hodja, non après celui d'Ilbassan, mais après celui de Tchymtaï Khan ; il se serait poursuivi jusqu'en 1368-1369, date de la disparition des monnaies à son effigie et de l'apparition de celles d'Ourous Khan, son probable successeur.
Cette chronologie est cohérente avec un autre ensemble de sources issues de l'Empire timouride, dont le Mu'izz al-ansab, qui fait de Moubarak Hodja un membre de la dynastie de Toqa-Temür, 13e fils de Djötchi (le fils aîné de Gengis Khan) ; il ferait alors partie, avec ses cousins Qara Noghaï, Toughlouq Temür et Qoutlouq Hodja, d'un quattuor de cousins qui auraient pris le pouvoir dans la Horde blanche après la mort de Tchymtaï — descendant d'Orda, premier fils de Djötchi — ; Qara Noghaï aurait régné pendant trois ans, puis Toughlouq Temür, Qoutlouq Hodja et Moubarak Hodja se seraient succédé sur le trône, ce dernier étant le premier à frapper des pièces de monnaie à son effigie en signe d'indépendance totale vis-à-vis de la Horde d'or. Son règne aurait pris fin dans des circonstances inconnues en 1368-1369, date de l'arrivée au pouvoir d'Ourous Khan, issue d'une autre branche de la dynastie de Toqa-Temür.